# Palazzo Trabia
Palazzo Trabia è un edificio storico di Santo Stefano di Camastra, in provincia di Messina, attualmente sede del Museo della Ceramica.

## Storia
Il palazzo fu costruito da Giuseppe Lanza Barresi, alla fine del XVII secolo. Ubicato su una suggestiva terrazza, sorge a circa 80 m s.l.m., e presenta un breve risvolto ad “L” che racchiude un angolo dell’antica corte. All’interno del palazzo è possibile ammirare pregevoli affreschi sui soffitti e raffinati pavimenti ceramici frutto dell’estro creativo degli antichi maestri stefanesi. L'edificio ha subito una serie di interventi, fino ad assumere la fisionomia definitiva nella seconda metà del XIX secolo. Venne acquisito dal Comune di Santo Stefano dalla famiglia Sergio negli anni Settanta. È stato ristrutturato e riaperto al pubblico nel 1994 quando è stato trasformato in Museo della Ceramica. 
Il Museo conserva numerose ceramiche artistiche dei più grandi maestri ceramisti italiani.